# تپه خالدار ۱
تپه خالدار ۱ مربوط به عصر مس - هزاره اول قبل از میلاد - سدهٔ ۸–۶ ه.ق است و در شهرستان پیرانشهر، بخش لاجان، دهستان لاجان غربی، روستای خالدار واقع شده و این اثر در تاریخ ۲۵ آبان ۱۳۸۷ با شمارهٔ ثبت ۲۳۵۳۰ به‌عنوان یکی از آثار ملی ایران به ثبت رسیده است.